# Adria
Pour les articles homonymes, voir Adria (homonymie).
Adria est une commune italienne d'environ 20 000 habitants, située dans la province de Rovigo en Vénétie, dans le Nord-Est de l'Italie.

## Géographie
Adria, situé dans le parc régional du Delta du Pô à 4 mètres au-dessus du niveau de la mer, au milieu de la Polésine (région géographique de la Vénétie) sur les bords du Canalbianco et traversée, d’Est en Ouest, par la route nationale SS443 qui mène de Rovigo (21 km) à Rosolina (15 km) et la route SS309-Romea qui monte de Ravenne à Venise. Du Nord au Sud, la route SS516, mène de Cavarzere (9 km) à Ariano nel Polesine (18 km)

La commune est desservie par :
- la ligne de chemin de fer Rovigo-Chioggia.
- la ligne de chemin de fer Adria-Mestre

## Histoire
Adria (ou Hadria ou Atria) fut fondée au VIe siècle av. J.-C., par les Étrusques. Elle s'établit peut-être sur un établissement plus ancien puisque les inscriptions étrusques du site indiquent la présence d'habitants de Volsinies.
Elle était, à l'origine, sur la côte même de la mer dont elle était le principal point d'accès pour ces derniers et à qui elle donna son nom : la mer Adriatique (toutefois, le géographe antique Strabon voit plutôt un fleuve « Adrias » comme l'origine du nom Adriatique) ; par l'effet des atterrissements du Pô et de l'Adige (voir le delta du Pô), elle en est aujourd'hui à 18 kilomètres environ. L'habitat lui-même est assez mal connu : les sondages profonds ont révélé la présence de maisons sur pilotis. Les nécropoles (Canal Bianco, Piantamelon) sont en revanche bien connues et ont livré des tombes des IVe – IIe siècle av. J.-C. qui attestent de la persistance d'un peuplement étrusque dans la région, ainsi que la présence dans la ville de populations d'origine vénète ou grecque.
Elle joue un rôle important dès la fin du VIe siècle avec Spina et d'autres comptoirs du Pô. Elle agit comme intermédiaire commerciale entre Grecs et Celtes.
Les Gaulois s'en emparèrent au IVe siècle av. J.-C. ; la ville devint ensuite un municipe romain, en 289 av. J.-C. sous le nom d'Hadria, selon Tite-Live.
En 1382, Clément VII, pape d'Avignon, imagina de créer en faveur de Louis d'Anjou un royaume d'Adria, formé aux dépens des États pontificaux, et composé de la Romagne, des Marches et du duché de Spolète, mais ce projet n'eut point d'exécution.

## Administration

### Maires
| Période                                  | Période  | Identité             | Étiquette               | Qualité |
| ---------------------------------------- | -------- | -------------------- | ----------------------- | ------- |
| 1960                                     | 1973     | Leo Mario Badio      | DC                      |         |
| 1973                                     | 1976     | Renzo Rossi          | DC                      |         |
| 1976                                     | 1985     | Valerio Cavallari    | PSI                     |         |
| 1985                                     | 1995     | Franco Grotto        | PSI                     |         |
| 1991                                     | 2004     | Sandro Gino Spinello | Centre-gauche           |         |
| 2004                                     | 2009     | Antonio Lodo         | Centre-gauche           |         |
| 22 juin 2009                             | 2010     | Massimo Barbujani    | Centre-droit            |         |
| 2010                                     | 2011     | Carmine Fruncillo    | Commissaire préfectoral |         |
| 2011                                     | 2018     | Massimo Barbujani    | Centre-droit            |         |
| 2018                                     | 2018     | Carmine Fruncillo    | Commissaire préfectoral |         |
| 2018                                     | En cours | Omar Barbierato      | Liste civique           |         |
| Les données manquantes sont à compléter. |          |                      |                         |         |

### Hameaux
Baricetta, Bellombra, Bottrighe, Ca'Emo, Ca'Tron, Campelli, Canareggio, Canton, Canton Basso, Capitello, Case Beviacqua, Case Matte, Cavanella Po, Chiavica Pignatta, Corcrevà, Fasana Polesine, Fienile Santissimo, Forcarigoli, Isolella, Mazzorno Sinistro, Montefalche, Palazzon, Passetto, Piantamelon, Sabbioni, San Pietro Basso, Tiro A Segno, Valliera, Voltascirocco

### Communes limitrophes
Cavarzere (VE), Ceregnano, Corbola, Gavello, Loreo, Papozze, Pettorazza Grimani, San Martino di Venezze, Taglio di Po, Villadose, Villanova Marchesana

### Évolution démographique
Habitants recensés

## Monuments et lieux d’intérêt

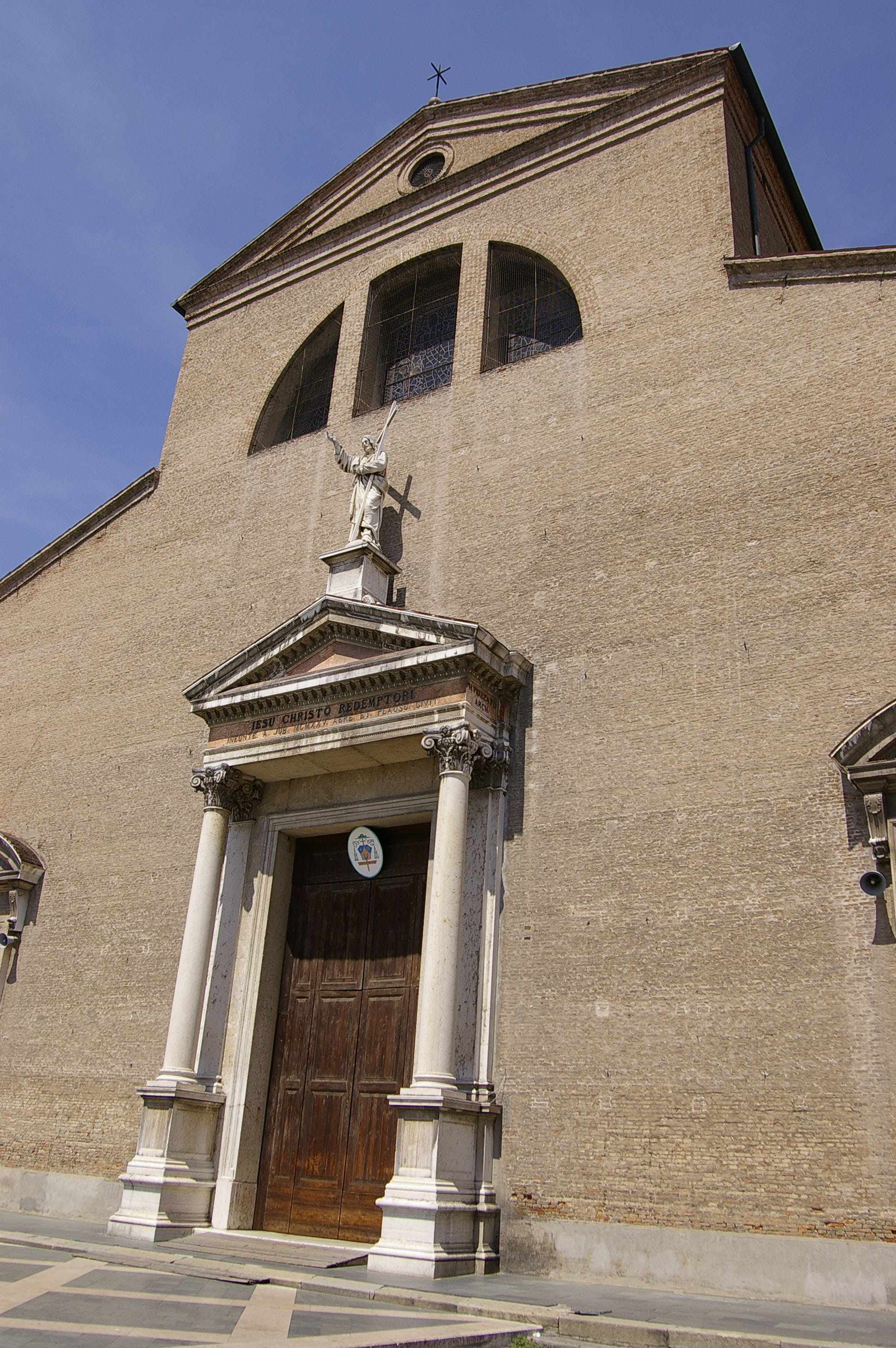
Façade la cathédrale d'Adria

### Architecture religieuse
- Dôme d'Adria ou cathédrale nouvelle Santi Pietro e Paolo.
- Basilique Santa Maria Assunta della Tomba (it), remaniée en 1718.
- Cathédrale Vecchia di San Giovanni: du XIe siècle.

### Architecture civile
- Villa Brusemini-Colognesi-Marotto
- Villa Emo, Cavallari
- Villa Grassi, Baroni
- Villa Tretti
- Villa Papadopoli
- Villa Mecenati (siège du conservatoire A. Buzzolla)
- Palazzo Bocchi (siège de la fondation scolaire Dr Nob. Carlo Bocchi)
- Palazzo Casellati
- Palazzo del Vescovado
- Palazzo Tassoni (hôtel-de-ville).

#### Autres
- Théâtre communal du peuple : à proximité du bras du Canalbianco, architecture des années 1930.
- Borne milliaire romaine se référant à la Via Popilia-Annia réalisée par le consul Publius Popillius Laenas en 132 av.J.-C., conservée au musée archéologique national.
- Musée archéologique national.
- Bibliothèque communale.

## Galerie d’images

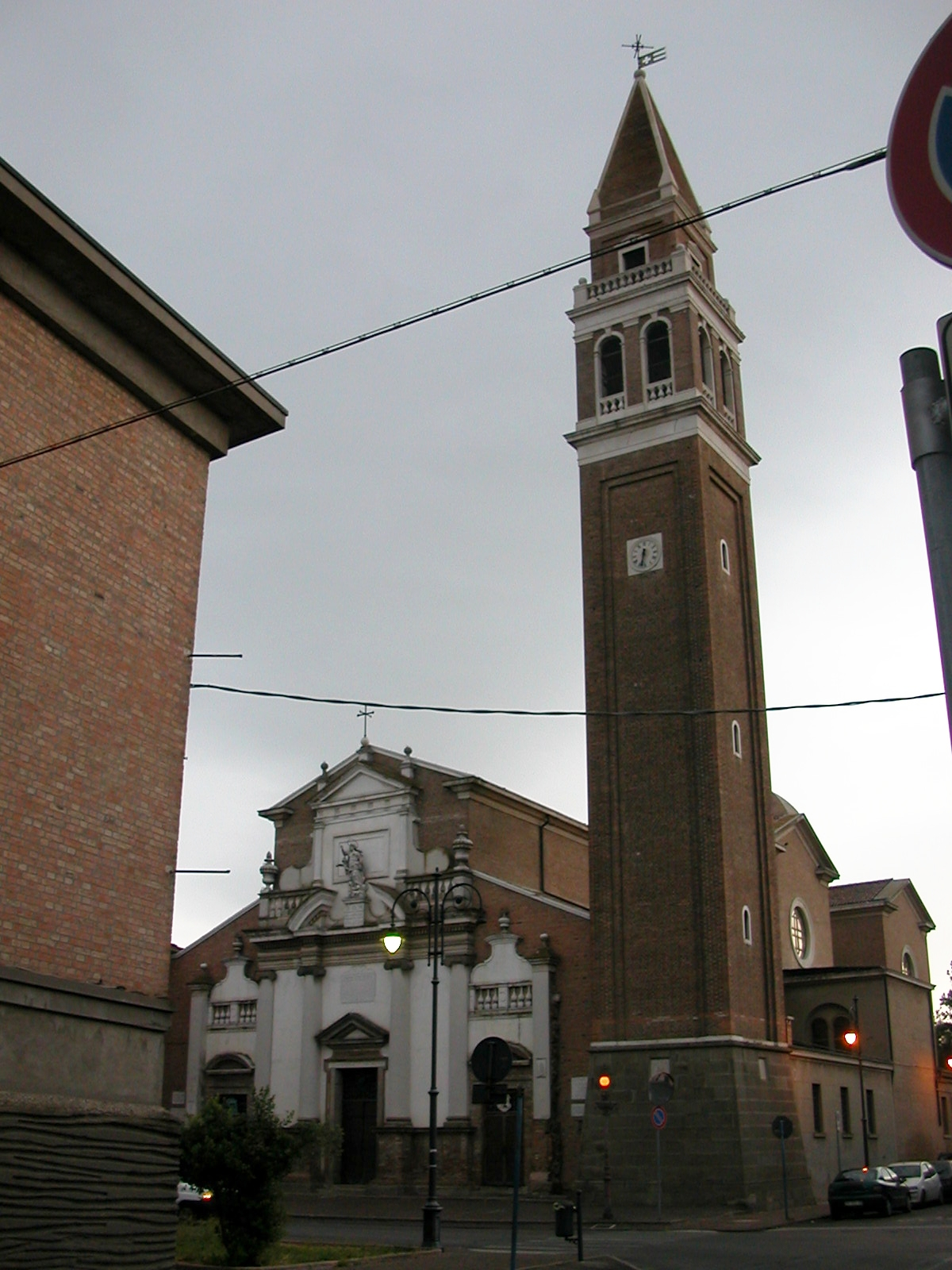
Église Santa Maria et son campanile.
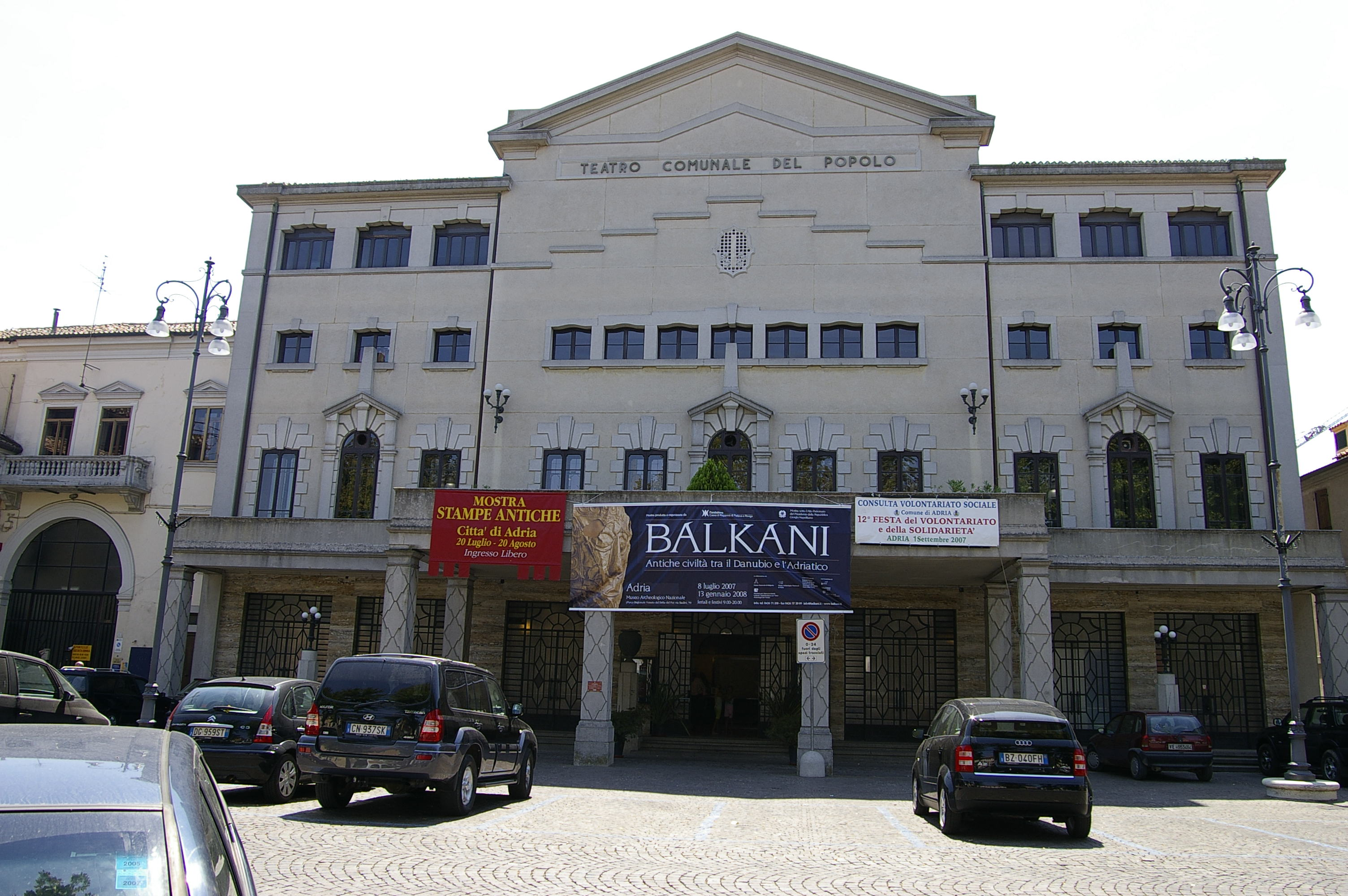
Théâtre communal.
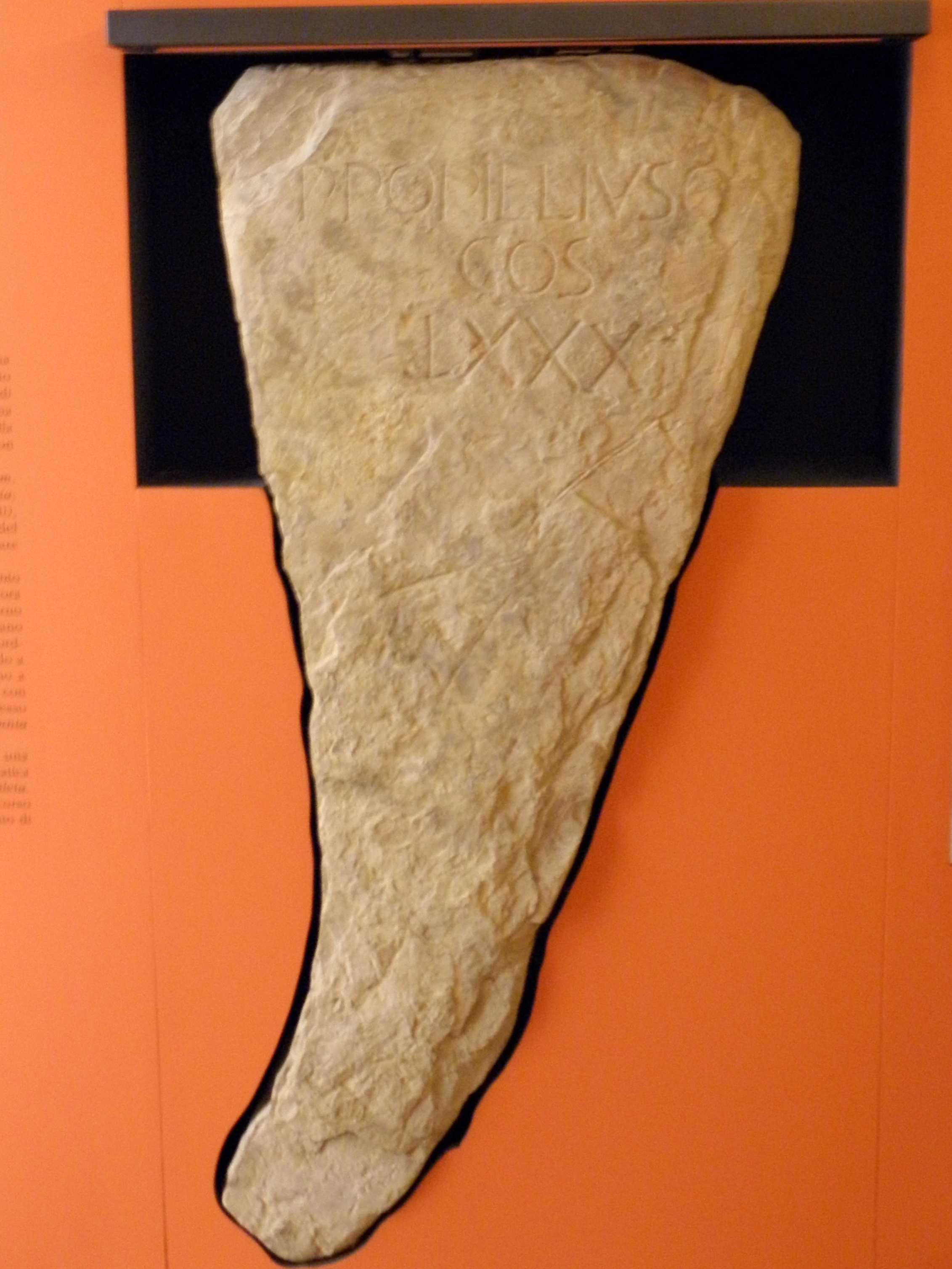
Borne de départ de la Via Popilia.
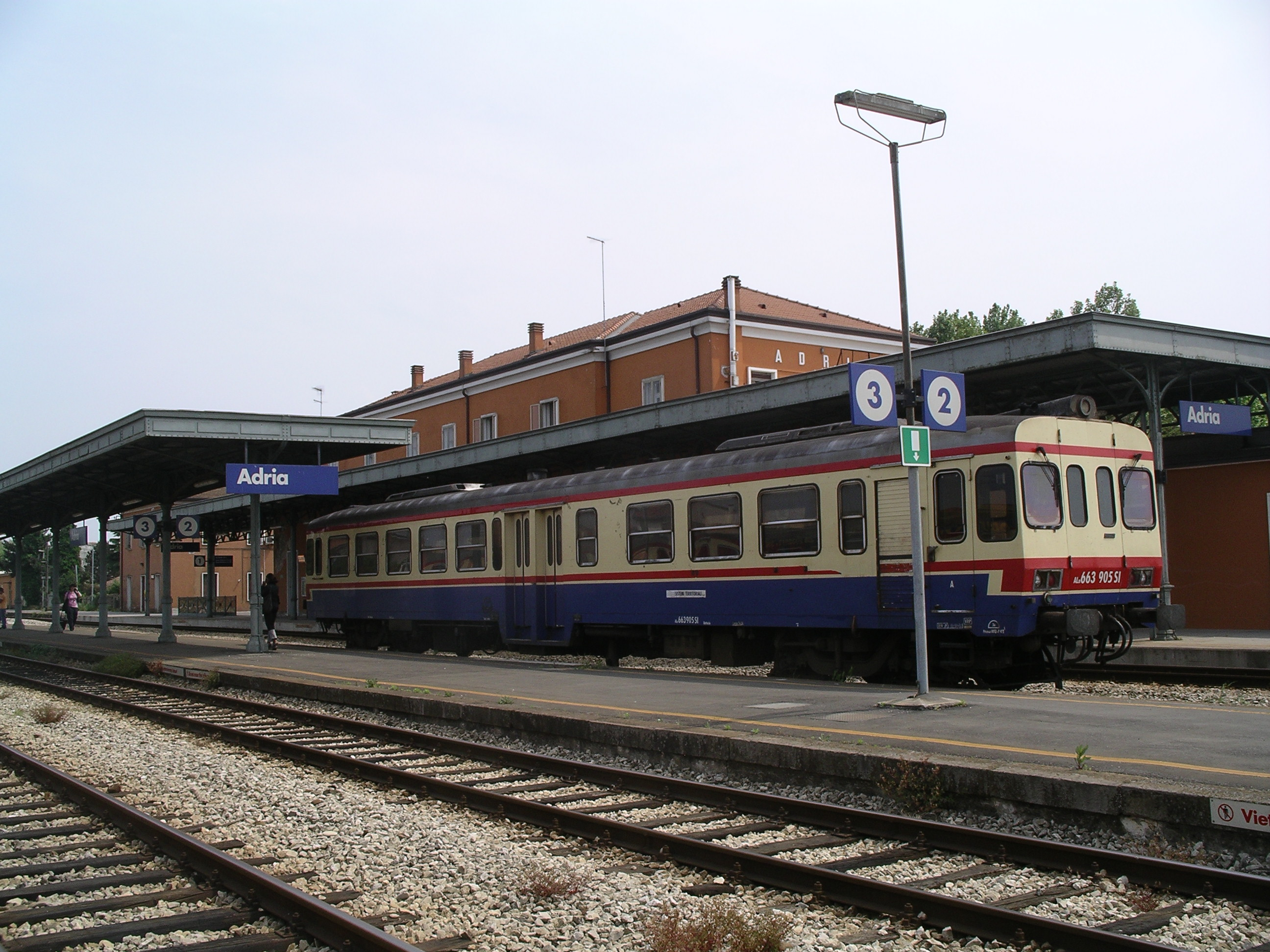
Gare.
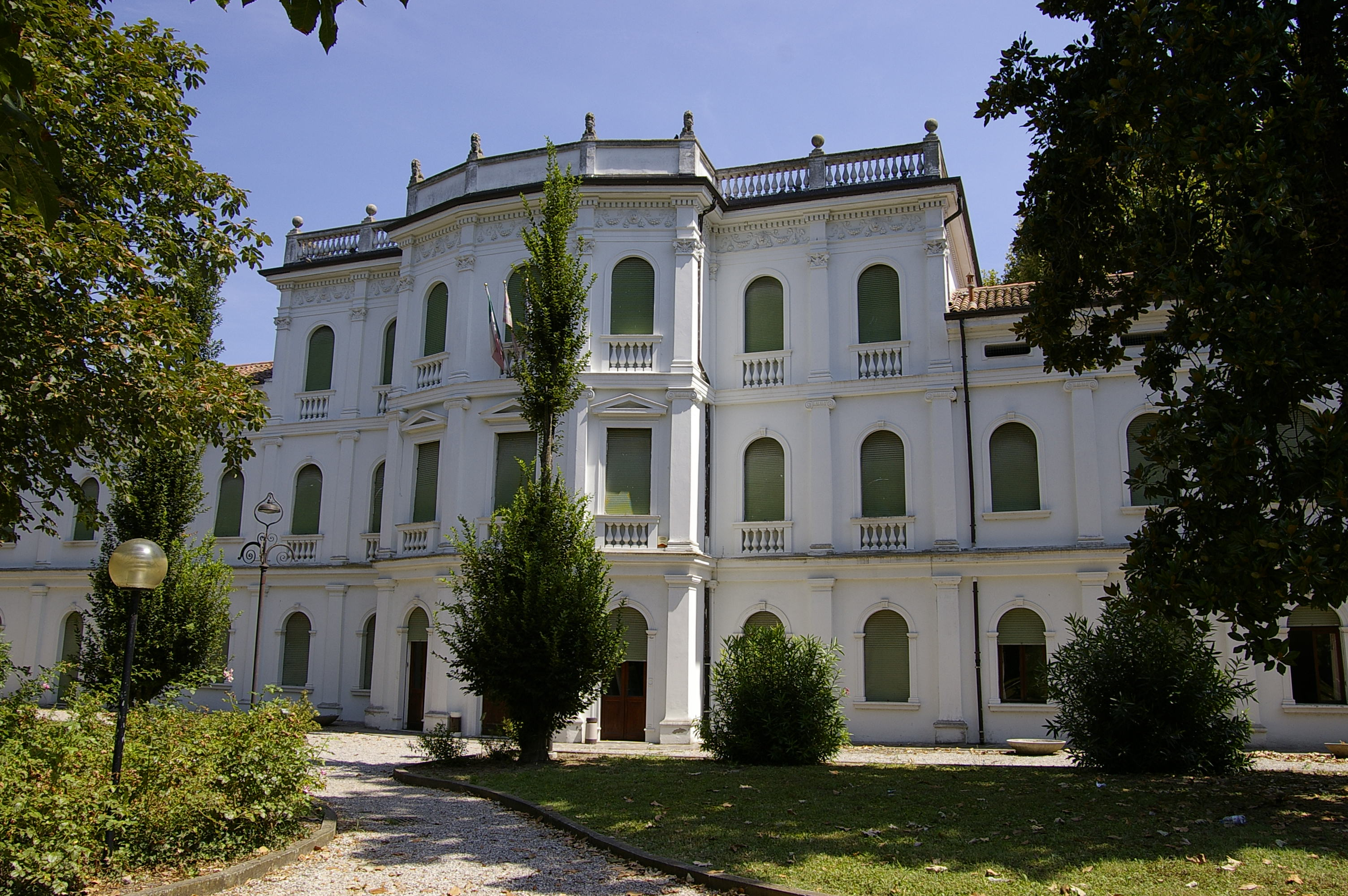
Villa Mecenati, conservatoire de musique.

## Équipements
La ville possède un circuit automobile accueillant notamment des courses de DTM et de Formule 3 Euro Series, l'autodromo Adria International Raceway.

## Jumelages
- Rovinj (Croatie)
- Maldegem (Belgique)
- Ermont (France)
- Lampertheim (Allemagne)
- Kalisz (Pologne)
- Chieri (Italie)

## Personnalités nées à Adria
- Ugo Boccato (1890-1982), peintre
- Francesco Antonio Bocchi (1821-1888), historien
- Antonio Buzzolla (1815-1871), compositeur
- Nino Cattozzo (1886-1961), compositeur
- Carlo Checchinato (1970- …), joueur de rugby à XV
- Umberto Maddalena (1894-1931), aviateur
- Tommaso Marani (1833-1880), patriote italien, qui combattit aux côtés de Garibaldi
- Marino Marin (1860-1951), poète
- Francesco Ortore (1846-1905), homme politique, militant socialiste.
- Fernando Previtali (1907-1985), chef d'orchestre et compositeur
- Antonio Santarelli (1569-1648), Jésuite et écrivain, auteur d'un ouvrage controversé sur les rapports de la papauté et des rois.
- Giambattista Scarpari (1884-1962), architecte

## Divers
Le nom de la ville est à l'origine des marques de montres suisses Adria et Adriatica.
Il constitue un toponyme à l'origine du prénom "Adrien" et du nom de la mer Adriatique.